# 毛叶锥头麻
毛叶锥头麻（学名：Poikilospermum lanceolatum）为荨麻科锥头麻属下的一个种。

## 扩展阅读
維基物種上的相關：毛叶锥头麻